# Christian Fritzsch

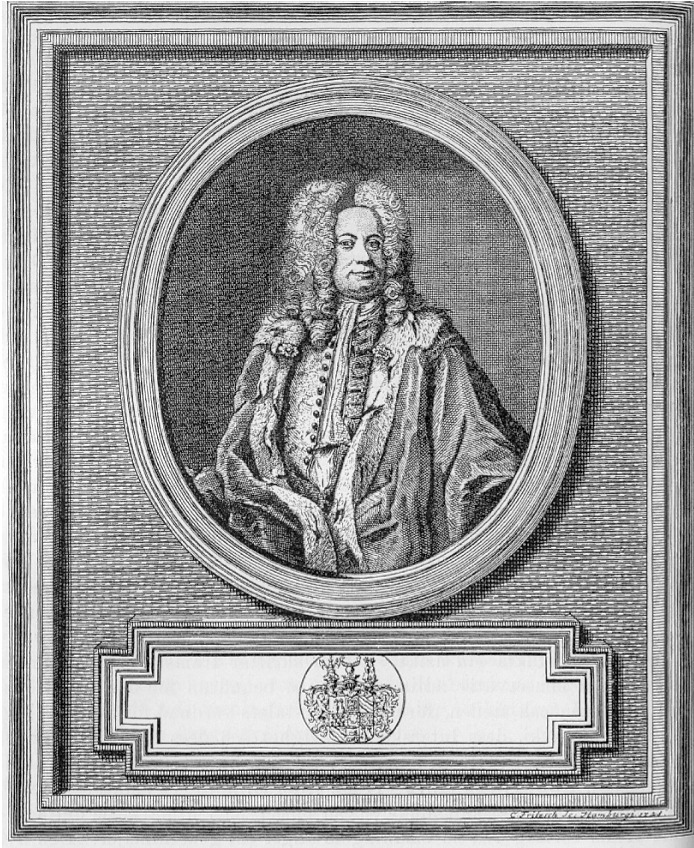
Ett kopparstick av Gustaf Bonde utfört av Christian Fritzsch från bokverket Sveriges historia intill tjugonde seklet.

Christian Fritzsch, född 3 april 1695 i Sachsen, död 28 september 1769 i Schiffbeck utanför Hamburg, var en tysk hovkopparstickare.  
Han var son till en herde och lärde sig att sticka koppar i sin ungdom och bedrev studier för Martin Bernigeroth i Leipzig. Han blev senare hovkopparstickare vid Karl Fredrik av Holstein-Gottorps hov. Fritzsch var inte verksam i Sverige men fick beställningar på att utföra ett flertal porträtt av svenskar. Han utförde bland annat porträtt på Karl XII, Gustaf Cronhielm, Erik Dahlbergh, Johan von Fersen, Carl Gyllenborg, Georg Heinrich von Görtz, Gustaf Hedman, Arvid Horn och Henric Jacob Sivers med flera. är representerad vid bland annat Nationalmuseum i Stockholm.